# Leon Mestel
Leon Mestel (* 5. August 1927 in Melbourne; † 15. September 2017) war ein britischer theoretischer Astrophysiker.
Mestel zog mit drei Jahren mit seinen Eltern nach London. Er studierte an der Universität Cambridge (Trinity College) mit dem Bachelor-Abschluss 1948 und der Promotion bei Fred Hoyle 1952 (Some problems in stellar structure). Danach war er an der University of Leeds und 1954/55 als Commonwealth Fellow am Observatorium der Princeton University. 1955 bis 1966 war er Lecturer in Cambridge und 1957 bis 1966 Fellow des St. John’s College. 1967 bis 1973 war er Professor an der University of Manchester und danach Professor an der University of Sussex. 1992 wurde er emeritiert.
Er befasste sich mit stellarer Astrophysik (Aufbau, Entwicklung und Entstehung von Sternen), kosmischen und stellaren Magnetfeldern und Magnetohydrodynamik in der Astrophysik.
1993 erhielt er die Eddington-Medaille und 2002 die Goldmedaille der Royal Astronomical Society. 1952 wurde er Fellow der Royal Astronomical Society und 1977 Fellow der Royal Society.
Zu seinen Doktoranden gehörten Donald Lynden-Bell und Richard Bruce Paris.
1961/62 war er am Institute for Advanced Study und 1966/67 am Weizmann-Institut.
Sein Sohn Jonathan Mestel (* 1957) ist Mathematiker und Schach-Großmeister.

## Schriften
- Stellar Magnetism, Oxford University Press 1999, 2. Auflage 2012
- Astronomy, a mirror to physics, Leeds University Press, 1982
- Expanding quasar envelopes. 2. Radiation-driven instabilities, München Max-Planck-Institut für Physik und Astrophysik 1976
- Magnetohydrodynamics : Swiss Society of Astronomy and Astrophysics, fourth advanced course,  Sternwarte Genf, 1974